# Eliminatórias para a Copa da Ásia de 2011
As eliminatórias para a Copa da Ásia de 2011 pretenderá qualificar as selecções para as 12 vagas na fase final do torneio no Qatar, com base num novo sistema de qualificação estabelecido pela Confederação Asiática de Futebol (AFC).
Quatro selecções não participarão nas eliminatórias porque estarão automaticamente qualificados para o torneio, o Qatar como anfitrião e três primeiros classificados no torneio de 2007: Iraque, Arábia Saudita e a Coreia do Sul.
Em relação ao novo sistema de qualificação, também terá qualificação directa o vencedor da Challenge Cup 2008 e da Challenge Cup 2010. Se o vencedor da Challenge Cup 2010 for idêntico ao de 2008, o segundo qualificado de 2008 terá qualificação automática para a Copa da Ásia de 2011.

## Ranking
A 6 de Dezembro de 2007, a Confederação Asiática de Futebol anunciou o ranking para poderem ser determinados os jogos para as várias rondas:
1. Iraque
2. Arábia Saudita
3. Coreia do Sul
4. Japão
5. Austrália
6. Irã
7. Uzbequistão
8. Vietnã
9. China
10. Tailândia
11. Indonésia
12. Emirados Árabes Unidos
13. Bahrein
14. Omã
15. Malásia
16. Jordânia
17. Síria
18. Hong Kong
19. Iêmen
20. Kuwait
21. Singapura
22. Índia
23. Líbano
24. Maldivas

## Sistema
Os jogos da primeira ronda de qualificação irá colocar equipas classificadas em 23ª e 24ª posição, num jogo a duas mãos.
A selecção vencedora avançará para ronda seguinte, onde se deverão juntar-se as 19 selecções semeados entre a 4ª e 22ª posição, divididas em cinco grupos de quatro selecções cada.
As duas primeiras classificadas de cada grupo ficarão qualificadas para o torneio juntando-se ao Qatar, Iraque, Arábia Saudita e a Coreia do Sul

## Primeira Ronda
A primeira mão foi jogada a 9 de Abril de 2008 no Líbano. A segunda mão a 23 de Abril de 2008 nas Maldivas.
| Equipa 1 | R. Agreg | Equipa 2 | 1ª mão | 2ª mão |
| -------- | -------- | -------- | ------ | ------ |
| Líbano   | 6 - 1    | Maldivas | 4 - 0  | 2 - 1  |

| 9 de Abril de 2008 | Líbano                                                                                   | 4 – 0     | Maldivas | Camille Chamoun Sports City Stadium, Beirute |
| 18:00 UTC+3        | Mahmoud El Ali 5' · Ali Yaacoub 11' · Abbas Ahmed Atwi 13' (g.p.) · Mohammed Ghaddar 39' | Relatório |          | Público: 200 Árbitro: JOR Naser Al-Ghafary   |

| 23 de Abril de 2008 | Maldivas           | 1 – 2     | Líbano                                   | Rasmee Dhandu Stadium, Malé               |
| 16:00 UTC+5         | Shamveel Qasim 22' | Relatório | Mohamad Korhani 9' · Nasrat Al Jamal 75' | Público: 6,000 Árbitro: MYS Rosdi Shahrul |

## Fase de Grupos
Os jogos desta fase ocorrerão entre 14 de Janeiro de 2009 e 3 de Março de 2010.

### Sorteio
O sorteio da Fase de grupos realizou a 4 de Julho de 2008. Nesta fase participarão as seguintes selecções:
| Pote 1                                           | Pote 2                                                             | Pote 3                                         | Pote 4                                        |
| ------------------------------------------------ | ------------------------------------------------------------------ | ---------------------------------------------- | --------------------------------------------- |
| - Japão - Austrália - Irã - Uzbequistão - Vietnã | - China - Tailândia - Indonésia - Emirados Árabes Unidos - Bahrein | - Omã - Jordânia - Síria - Malásia - Hong Kong | - Iêmen - Kuwait - Singapura - Índia - Líbano |

### Grupo A
O sorteio ditou para o Grupo A:
| Selecção  | J | V | E | D | GM | GS | SG  | Pts |
| --------- | - | - | - | - | -- | -- | --- | --- |
| Japão     | 6 | 5 | 0 | 1 | 17 | 4  | +13 | 15  |
| Bahrein   | 6 | 4 | 0 | 2 | 12 | 6  | +6  | 12  |
| Iêmen     | 6 | 2 | 1 | 3 | 7  | 9  | −2  | 7   |
| Hong Kong | 6 | 0 | 1 | 5 | 1  | 18 | −17 | 1   |

| 20 de Janeiro de 2009 | Japão                           | 2 - 1     | Iêmen         | KKWing Stadium, Kumamoto             |
| 19:20 UTC+9           | Okazaki 7' · Tatsuya Tanaka 65' | Relatório | Al-Fadhli 47' | Público: 30,654 Árbitro: CHN Tan Hai |

| 21 de Janeiro de 2009 | Hong Kong         | 1 - 3     | Bahrein                                      | Hong Kong Stadium, Hong Kong            |
| 19:30 UTC+8           | Cheng Siu Wai 90' | Relatório | Abdullatif 10' · Fatadi 37' · Salman Isa 87' | Público: 6,013 Árbitro: VNM Minh Tri Vo |

| 28 de Janeiro de 2009 | Iêmen        | 1 - 0     | Hong Kong | Al Muhesen Stadium, Sana'a                      |
| 16:15 UTC+3           | Al Selwi 51' | Relatório |           | Público: 10,000 Árbitro: OMN Abdullah Al Hilali |

| 28 de Janeiro de 2009 | Bahrein        | 1 - 0     | Japão | National Stadium, Madinat 'Isa               |
| 18:15 UTC+3           | Salman Isa 24' | Relatório |       | Público: 11,200 Árbitro: UZB Ravshan Irmatov |

| 8 de Outubro de 2009 | Japão                                                                       | 6 - 0     | Hong Kong | Outsourcing Stadium, Shizuoka             |
| 19:20 UTC+9          | Shinji Okazaki 17' 74' 76' · Y.Nagatamo 28' · Y.Nakazawa 50' · M.Tanaka 67' | Relatório |           | Público: 16,028 Árbitro: IRN Mohsen Torky |

| 18 de Novembro de 2009 | Bahrein                                                      | 4 - 0     | Iêmen | National Stadium, Madinat`Isa            |
| 17:45 UTC+3            | Abdullatif 20' · Fatadi 28' · Salman 64' · Al-Dali 75' (g.c) | Relatório |       | Público: 1,000 Árbitro: SYR Mohsen Basma |

| 18 de Novembro de 2009 | Hong Kong | 0 - 4     | Japão                                                         | Hong Kong Stadium, Hong Kong             |
| 18:30 UTC+8            |           | Relatório | Hasebe 32' · Satō 74' · S. Nakamura 84' · Okazaki 90+1' (pen) | Público: 13,254 Árbitro: AUS Peter Green |

| 6 de Janeiro de 2010 | Iêmen                     | 2 - 3     | Japão                | Ali Muhesen Stadium, Sana'a                       |
| 16:15 UTC+3          | Al-Fadhli 13' · Abbod 39' | Relatório | Hirayama 42' 55' 79' | Público: 10,000 Árbitro: UAE Ali Hamad Al-Badwawi |

| 6 de Janeiro de 2010 | Bahrein                            | 4 - 0     | Hong Kong | National Stadium, Madinat`Isa                |
| 18:00 UTC+3          | Abdullatif 35' 40' 44' · Adnan 79' | Relatório |           | Público: 1,550 Árbitro: QAT Abdullah Balideh |

| 20 de Janeiro de 2010 | Iêmen                         | 3 - 0     | Bahrein | Ali Muhesen Stadium, Sana'a              |
| 16:15 UTC+3           | Al Nono 5' 25' · Al Abidi 86' | Relatório |         | Público: 7,000 Árbitro: IRN Mohsen Torky |

| 3 de Março de 2010 | Japão                     | 2 - 0     | Bahrein | Toyota Stadium, Toyota                          |
| 19:00 UTC+9        | Okazaki 36' · Honda 90+2' | Relatório |         | Público: 38,042 Árbitro: SGP Malik Abdul Bashir |

| 3 de Março de 2010 | Hong Kong | 0 - 0     | Iêmen | Hong Kong Stadium, Hong Kong            |
| 19:30 UTC+8        |           | Relatório |       | Público: 1,212 Árbitro: VNM Minh Tri Vo |

### Grupo B
O sorteio ditou para o Grupo B:
| Selecção  | J | V | E | D | GM | GS | SG | Pts |
| --------- | - | - | - | - | -- | -- | -- | --- |
| Austrália | 6 | 3 | 2 | 1 | 6  | 4  | +2 | 11  |
| Kuwait    | 6 | 2 | 3 | 1 | 6  | 5  | +1 | 9   |
| Omã       | 6 | 2 | 2 | 2 | 4  | 4  | 0  | 8   |
| Indonésia | 6 | 0 | 3 | 3 | 3  | 6  | -3 | 3   |

| 19 de Janeiro de 2009 | Omã | 0 - 0     | Indonésia | Sultan Qaboos Sports Complex, Mascate                 |
| 19:30 UTC+4           |     | Relatório |           | Público: 13,000 Árbitro: BGD Tayeb Hasan Shamsuzzaman |

| 28 de Janeiro de 2009 | Indonésia | 0 - 0     | Austrália | Gelora Bung Karno Stadium, Jakarta              |
| 19:30 UTC+7           |           | Relatório |           | Público: 50,000 Árbitro: SGP Malik Abdul Bashir |

| 28 de Janeiro de 2009 | Kuwait | 0 - 1     | Omã       | Al-Sadaqua Walsalam Stadium, Kuwait                 |
| 18:00 UTC+3           |        | Relatório | Rabia 64' | Público: 22,000 Árbitro: UAE Mohamed Omar Al Saeedi |

| 5 de Março de 2009 | Austrália | 0 - 1     | Kuwait   | Canberra Stadium, Canberra                 |
| 20:00 UTC+11       |           | Relatório | Neda 38' | Público: 20,032 Árbitro: IRN Masoud Moradi |

| 14 de Outubro de 2009 | Austrália      | 1 - 0     | Omã | Docklands Stadium, Melbourne              |
| 19:30 UTC+11          | Tim Cahill 74' | Relatório |     | Público: 20,595 Árbitro: JPN Maasaki Toma |

| 14 de Novembro de 2009 | Kuwait                   | 2 - 1     | Indonésia   | Al-Kuwait Sports Club Stadium, Kuwait           |
| 18:30 UTC+3            | Al-Mutawa 61' (g.p.) 87' | Relatório | Bambang 33' | Público: 16,000 Árbitro: UZB Valentin Kovalenko |

| 14 de Novembro de 2009 | Omã             | 1 - 2     | Austrália                   | Sultan Qaboos Sports Complex, Mascate   |
| 18:00 UTC+4            | Ayil 15' (g.p.) | Relatório | Wilkshire 43' · Emerton 82' | Público: 12,000 Árbitro: CHN Sun Baojie |

| 18 de Novembro de 2009 | Indonésia  | 1 - 1     | Kuwait   | Gelora Bung Karno Stadium, Jakarta       |
| 18:30 UTC+7            | Budi 45+4' | Relatório | Ajab 72' | Público: 36,000 Árbitro: JPN Minoro Toju |

| 6 de Janeiro de 2010 | Kuwait                 | 2 - 2     | Austrália                   | Al-Kuwait Sports Club Stadium, Kuwait        |
| 17:30 UTC+3          | Bandar 40' · Naser 44' | Relatório | Wilkshire 2' · Heffernan 4' | Público: 20,000 Árbitro: UZB Ravshan Irmatov |

| 6 de Janeiro de 2010 | Indonésia | 1 - 2     | Omã                       | Gelora Bung Karno Stadium, Jakarta                  |
| 18:30 UTC+7          | Boaz 45'  | Relatório | Bashir 32' · Sulaiman 52' | Público: 45,000 Árbitro: MYS Subkhiddin Mohd Salleh |

| 3 de Março de 2010 | Austrália    | 1 - 0     | Indonésia | Suncorp Stadium, Brisbane                |
| 19:00 UTC+10       | Milligan 42' | Relatório |           | Público: 20,422 Árbitro: JPN Kenji Ogiya |

| 3 de Março de 2010 | Omã | 0 - 0     | Kuwait | Sultan Qaboos Sports Complex, Mascate      |
| 19:30UTC+4         |     | Relatório |        | Público: 27,000 Árbitro: IRN Masoud Moradi |

### Grupo C
O sorteio ditou para o Grupo C:
Por ter vencido a Challenge Cup 2008 a Índia já está automaticamente qualificada para a fase final do torneio e não precisa de jogar a qualificação.
| Selecção               | J | V | E | D | GM | GS | +/- | Pts |
| ---------------------- | - | - | - | - | -- | -- | --- | --- |
| Emirados Árabes Unidos | 4 | 3 | 0 | 1 | 7  | 1  | +6  | 9   |
| Uzbequistão            | 4 | 3 | 0 | 1 | 7  | 3  | +4  | 9   |
| Malásia                | 4 | 0 | 0 | 4 | 2  | 12 | −10 | 0   |
| Índia                  | – | – | – | – | –  | –  | –   | –   |

| 21 de Janeiro de 2009 | Malásia | 0 - 5     | Emirados Árabes Unidos                         | KLFA Stadium, Kuala Lumpur                         |
| 20:45 UTC+8           |         | Relatório | Omar 29' 45+1' · Matar 62' 76' · A. Khalil 85' | Público: 10,000 Árbitro: AUS Benjamin Jon Williams |

| 28 de Janeiro de 2009 | Emirados Árabes Unidos | 0 - 1     | Uzbequistão     | Al Sharjah Staduim, Sharjah                   |
| 19:00 UTC+4           |                        | Relatório | F. Tadjiyev 30' | Público: 15,000 Árbitro: JPN Yuichi Nishimura |

| 14 de Novembro de 2009 | Uzbequistão                     | 3 - 1     | Malásia         | JAR Stadium, Tashkent                     |
| 16:00 UTC+5            | Djeparov 46' · Geynrikh 57' 65' | Relatório | Zaquan Adha 68' | Público: 5,000 Árbitro: IRN Masoud Moradi |

| 18 de Novembro de 2009 | Malásia      | 1 - 3     | Uzbequistão                             | National Stadium, Kuala Lumpur      |
| 17:30 UTC+8            | Bakhtiar 73' | Relatório | Gafurov 33' · Nasimov 59' · Kapadze 74' | Público: 2,000 Árbitro: CHN Tan Hai |

| 6 de Janeiro de 2010 | Emirados Árabes Unidos | 1 - 0     | Malásia | Al Shabab Stadium, Dubai                 |
| 19:00 UTC+4          | A. Khalil 90+3'        | Relatório |         | Público: 3,500 Árbitro: SYR Mohsen Basma |

| 3 de Março de 2010 | Uzbequistão | 0 - 1     | Emirados Árabes Unidos | Pakhtakor Markaziy Stadium, Tashkent                  |
| 18:00 UTC+5        |             | Relatório | Al Manhali 90+2'       | Público: 20,000 Árbitro: BGD Tayeb Hasan Shamsuzzaman |

### Grupo D
O sorteio ditou para o Grupo D:
| Selecção | J | V | E | D | GM | GS | +/- | Pts |
| -------- | - | - | - | - | -- | -- | --- | --- |
| Síria    | 6 | 4 | 2 | 0 | 10 | 2  | +8  | 14  |
| China    | 6 | 4 | 1 | 1 | 13 | 5  | +8  | 13  |
| Vietnã   | 6 | 1 | 2 | 3 | 6  | 11 | -5  | 5   |
| Líbano   | 6 | 0 | 1 | 5 | 2  | 13 | -11 | 1   |

| 14 de Janeiro de 2009 | Síria                                         | 3 - 2     | China                      | Aleppo International Stadium, Alepo      |
| 14:00 UTC+2           | Al Sayed 8' (g.p.) 24' · Al Khatib 39' (g.p.) | Relatório | Qu Bo 51' · Liu Jian 90+4' | Público: 7,000 Árbitro: IRN Mohsen Torky |

| 14 de Janeiro de 2009 | Vietnã                                                          | 3 - 1     | Líbano       | My Dinh National Stadium, Hanoi             |
| 19:00 UTC+7           | Nguyen Minh Phuong 12' · Lê Công Vinh 30' · Nguyen Vu Phong 70' | Relatório | Maghrabi 75' | Público: 13,000 Árbitro: JPN Masaaki Iemoto |

| 21 de Janeiro de 2009 | China                                                             | 6 - 1     | Vietnã              | Yellow Dragon Sports Center, Hangzhou     |
| 19:35 UTC+8           | Gao Lin 2' 20' 84' · Du Wei 27' · Jiang Ning 37' · Hao Junmin 47' | Relatório | Nguyen Vu Phong 11' | Público: 15,300 Árbitro: KOR Kim Dong-Jin |

| 28 de Janeiro de 2009 | Líbano | 0 - 2     | Síria                             | Saida International Stadium, Sídon         |
| 17:00 UTC+2           |        | Relatório | J. Al-Hussain 37' · Al Khatib 78' | Público: 300 Árbitro: QAT Abdullah Balideh |

| 14 de Novembro de 2009 | Líbano | 0 - 2     | China                  | Beirut Municipal Stadium, Beirute                |
| 17:00 UTC-2            |        | Relatório | Yu Hai 44' · Qu Bo 73' | Público: 2,000 Árbitro: UAE Ali Hamad Al-Badwawi |

| 14 de Novembro de 2009 | Vietnã | 0 - 1     | Síria      | My Dinh National Stadium, Hanoi                |
| 19:00 UTC+7            |        | Relatório | Rafe 90+4' | Público: 30,000 Árbitro: AUS Benjamin Williams |

| 18 de Novembro de 2009 | Síria | 0 - 0     | Vietnã | Aleppo International Stadium, Alepo             |
| 14:00 UTC+2            |       | Relatório |        | Público: 19,000 Árbitro: OMA Abdullah Al Hilali |

| 22 de Novembro de 2009 | China      | 1 - 0     | Líbano | Yellow Dragon Sports Center, Hangzhou       |
| 20:05 UTC+8            | Du Wei 21' | Relatório |        | Público: 21,520 Árbitro: AUS Matthew Breeze |

| 6 de Janeiro de 2010 | Líbano     | 1 - 1     | Vietnã               | Saida Municipal Stadium, Sídon              |
| 14:15 UTC+2          | El Ali 20' | Relatório | Pham Thanh Luong 40' | Público: 50 Árbitro: UZB Valentin Kovalenko |

| 6 de Janeiro de 2010 | China | 0 - 0     | Síria | Yellow Dragon Sports Center, Hangzhou     |
| 19:30 UTC+8          |       | Relatório |       | Público: 29,570 Árbitro: JPN Toma Maasaki |

| 17 de Janeiro de 2010 | Vietnã                  | 1 – 2     | China                           | My Dinh National Stadium, Hanoi                |
| 19:00 UTC+7           | Lê Công Vinh 76' (g.p.) | Relatório | Yang Xu 35' · Zhang Linpeng 43' | Público: 3,000 Árbitro: SGP Malik Abdul Bashir |

| 3 de Março de 2010 | Síria                                                            | 4 - 0     | Líbano | Abbasiyyin Stadium, Damasco               |
| 15:00 UTC+2        | Al Zeno 4' · Al Ahga 10' · J. Al Hussain 47' · A. Al Hussain 60' | Relatório |        | Público: 16,000 Árbitro: KOR Kin Dong-Jin |

### Grupo E
O sorteio ditou para o Grupo E:
| Selecção  | J | V | E | D | GM | GS  | +/- | Pts |
| --------- | - | - | - | - | -- | --- | --- | --- |
| Irã       | 6 | 4 | 1 | 1 | 11 | 2   | +9  | 13  |
| Jordânia  | 6 | 2 | 2 | 2 | 4  | 4   | 0   | 8   |
| Tailândia | 6 | 1 | 3 | 2 | 3  | 3   | 0   | 6   |
| Singapura | 6 | 2 | 0 | 4 | 6  | -15 | −9  | 6   |

| 14 de Janeiro de 2009 | Jordânia | 0 - 0     | Tailândia | Amman International Stadium, Amã              |
| 17:00 UTC+2           |          | Relatório |           | Público: 5,000 Árbitro: SYR Abdulrahman Racho |

| 14 de Janeiro de 2009 | Irã                                                                         | 6 - 0     | Singapura | Azadi Stadium, Teerão                       |
| 15:00 UTC+3:30        | Gholamnejad 43' · Bagheri 52' · Rezaei 55' · M. Zare 80' · M. Nouri 82' 83' | Relatório |           | Público: 3,000 Árbitro: LBN Mohamad Mansour |

| 28 de Janeiro de 2009 | Tailândia | 0 - 0     | Irã | Rajamangala Stadium, Banguecoque                |
| 18:30 UTC+7           |           | Relatório |     | Público: 10,000 Árbitro: UZB Valentin Kovalenko |

| 28 de Janeiro de 2009 | Singapura                      | 2 - 1     | Jordânia        | National Stadium, Singapura             |
| 19:30 UTC+8           | Casmir 21' · Noh Alam Shah 63' | Relatório | Aqel 41' (g.p.) | Público: 6,188 Árbitro: AUS Peter Green |

| 14 de Novembro de 2009 | Singapura           | 1 - 3     | Tailândia                              | National Stadium, Singapura                     |
| 19:30 UTC+8            | Fahrudin 84' (g.p.) | Relatório | Suksomkit 12' (g.p.) 81' · Chaiman 75' | Público: 22,183 Árbitro: JPN Hiroyoshi Takayama |

| 14 de Novembro de 2009 | Irã          | 1 - 0     | Jordânia | Azadi Stadium, Teerã                          |
| 18:00 UTC+3:30         | Nekounam 72' | Relatório |          | Público: 15,000 Árbitro: JPN Yuichi Nishimura |

| 18 de Novembro de 2009 | Tailândia | 0 - 1     | Singapura | Rajamangala Stadium, Banguecoque              |
| 18:30 UTC+7            |           | Relatório | Đurić 38' | Público: 30,000 Árbitro: QAT Abdullah Balideh |

| 22 de Novembro de 2009 | Jordânia | 1 - 0     | Irã | King Abdullah Stadium, Amã                        |
| 18:00 UTC+2            | Deeb 79' | Relatório |     | Público: 11,000 Árbitro: UAE Ali Hamad Al-Badwawi |

| 6 de Janeiro de 2010 | Singapura     | 1 - 3     | Irã                                           | National Stadium, Singapura            |
| 19:30 UTC+8          | Alam Shah 32' | Relatório | Aghili 11' (g.p.) · Madanchi 12' · Rezaei 63' | Público: 7,356 Árbitro: CHN Sun Baojie |

| 6 de Janeiro de 2010 | Tailândia | 0 - 0     | Jordânia | Rajamangala Stadium, Banguecoque               |
| 19:00 UTC+7          |           | Relatório |          | Público: 15,000 Árbitro: AUS Benjamim Williams |

| 3 de Março de 2010 | Irã          | 1 - 0     | Tailândia | Azadi Stadium, Teerã                          |
| 19:30 UTC+3:30     | Nekounam 90' | Relatório |           | Público: 17,000 Árbitro: QAT Abdullah Balideh |

| 3 de Março de 2010 | Jordânia                   | 2 - 1     | Singapura     | Amman International Stadium, Amã                 |
| 18:00 UTC+2        | Saify 9' · Bani Yaseen 60' | Relatório | Alam Shah 48' | Público: 17,000 Árbitro: QAT Abdulrahman Mohamed |

## Artilharia
| 6 golos - JPN Shinji Okazaki 5 golos - BHR Ismael Abdullatif 3 golos - CHN Gao Lin - JPN Sōta Hirayama - SIN Mohd Noh Alam Shah 2 golos - AUS Luke Wilkshire - BHR Salman Isa - BHR Abdulla Baba Fatadi - CHN Qu Bo - CHN Du Wei - IRN Mohammad Nouri - IRN Gholamreza Rezaei - IRN Javad Nekounam - KUW Bader Al-Mutwa - LBN Mahmoud El Ali - SYR Maher Al Sayed - SYR Firas Al Khatib - THA Sutee Suksomkit - UAE Mohamed Omer - UAE Ismail Matar - UAE Ahmad Khalil - UZB Alexander Geynrikh - VIE Nguyen Vu Phong - VIE Lê Công Vinh - YEM Zaher Farid Al-Fadhli - YEM Ali Al Nono | 1 golo - AUS Tim Cahill - AUS Dean Heffernan - AUS Brett Emerton - AUS Mark Milligan - BHR Hussain Salman - BHR Sayed Mohamed Adnan - CHN Hao Junmin - CHN Jiang Ning - CHN Liu Jian - CHN Yu Hai - CHN Yang Xu - CHN Zhang Linpeng - HKG Cheng Siu Wai - IDN Bambang - IDN Boaz Solossa - IDN Budi Sudarsono - IRN Majid Gholamnejad - IRN Karim Bagheri - IRN Maziar Zare - IRN Hadi Aghili - IRN Mehrzad Madanchi - JPN Yuji Nakazawa - JPN Marcus Túlio Tanaka - JPN Yuto Nagatomo - JPN Tatsuya Tanaka - JPN Makoto Hasebe - JPN Shunsuke Nakamura - JPN Hisato Satō - JOR Hatem Aqel - JOR Amer Deeb - JOR Bashar Bani Yaseen - KUW Musaed Neda - KUW Ahmad Ajab - KUW Fayez Bandar | 1 golo (cont.) - KUW Yousif Naser - LBN Nasrat Al Jamal - LBN Akram Maghrabi - LBN Ali Yaacoub - LBN Abbas Ahmed Atwi - LBN Mohammed Ghaddar - LBN Mohamad Korhani - MYS Mohd Zaquan Adha Abdul Radzak - MYS Badrol Bakhtiar - MYS Shamveel Qasim - OMA Khalifa Ayil - OMA Hassan Rabia - OMA Fawzi Bashir - OMA Ismail Sulaiman - SIN Agu Casmir - SIN Mustafic Fahrudin - SIN Aleksandar Đurić - SYR Jehad Al Hussain - SYR Raja Rafe - SYR Mohamed Al Zeno - SYR Abdul Fatah Al Ahga - THA Therdsak Chaiman - VIE Nguyen Minh Phuong - VIE Phạm Thành Lương - VIE Lê Công Vinh - UAE Sultan Bargash - UZB Farhod Tadjiyev - UZB Server Djeparov - UZB Anvar Gafurov - UZB Bakhodir Nasimov - UZB Timur Kapadze - YEM Sami Abbod - YEM Akram Al Selwi - YEM Mohamed Al Abidi |

Golo contra
- YEM Aref Thabit Mohammed Al-Dali (1) (para o  Bahrein)